# Sportverein Wacker Burghausen 2009-2010
Questa voce raccoglie le informazioni riguardanti lo Sportverein Wacker Burghausen nelle competizioni ufficiali della stagione 2009-2010.

## Stagione
Nella stagione 2009-2010 il Wacker Burghausen, allenato da Jürgen Press, concluse il campionato di 3. Liga al 17º posto. In Coppa di Germania il Wacker Burghausen fu eliminato al primo turno dal LR Ahlen.

## Rosa
| N. |                     | Ruolo | Calciatore         |
| -- | ------------------- | ----- | ------------------ |
| 1  | Germania (bandiera) | P     | Manuel Riemann     |
| 2  | Germania (bandiera) | D     | Patrick Wolf       |
| 3  | Germania (bandiera) | C     | Ronald Schmidt     |
| 4  | Germania (bandiera) | C     | Björn Hertl        |
| 5  | Germania (bandiera) | D     | Martin Schmidt     |
| 6  | Germania (bandiera) | D     | Michael Kokocinski |
| 7  | Germania (bandiera) | C     | Christian Holzer   |
| 8  | Germania (bandiera) | D     | Sven Kresin        |
| 10 | Germania (bandiera) | A     | Bajram Nebihi      |
| 13 | Germania (bandiera) | A     | Thomas Hamberger   |
| 14 | Germania (bandiera) | D     | Christoph Burkhard |
| 16 | Marocco (bandiera)  | A     | Fikri El Haj Ali   |
| 17 | Germania (bandiera) | C     | Sascha Traut       |

| N. |                                 | Ruolo | Calciatore          |
| -- | ------------------------------- | ----- | ------------------- |
| 18 | Germania (bandiera)             | D     | Benjamin Gorka      |
| 20 | Germania (bandiera)             | C     | Christian Brucia    |
| 21 | Germania (bandiera)             | A     | Thomas Kurz         |
| 22 | Germania (bandiera)             | D     | Marco Holz          |
| 23 | Germania (bandiera)             | D     | Thomas Leberfinger  |
| 24 | Germania (bandiera)             | P     | Andreas Michl       |
| 25 | Germania (bandiera)             | D     | Patrick Kirsch      |
| 26 | Germania (bandiera)             | C     | Andreas Niederquell |
| 27 | Germania (bandiera)             | A     | Christian Cappek    |
| 29 | Germania (bandiera)             | P     | Egon Weber          |
| 33 | Germania (bandiera)             | C     | Markus Grübl        |
|    | Bosnia ed Erzegovina (bandiera) | D     | Sergej Jakirović    |
|    | Austria (bandiera)              | C     | Oliver Stadlbauer   |

## Organigramma societario
Area tecnica
- Allenatore: Jürgen Press
- Allenatore in seconda: Karl-Heinz Fenk, Frank Thömmes
- Preparatore dei portieri: Bernd Meier
- Preparatori atletici:

## Calciomercato

### Sessione estiva
| Acquisti | Acquisti            | Acquisti                 | Acquisti |
| R.       | Nome                | da                       | Modalità |
| -------- | ------------------- | ------------------------ | -------- |
| C        | Christian Brucia    | Eintracht Francoforte II |          |
| D        | Christoph Burkhard  | Monaco 1860              |          |
| A        | Fikri El Haj Ali    | FSV Francoforte          |          |
| D        | Benjamin Gorka      | Amburgo II               |          |
| C        | Christian Holzer    | Aalen                    |          |
| D        | Michael Kokocinski  | Kickers Offenbach        |          |
| D        | Thomas Leberfinger  | Wacker Burghausen U19    |          |
| P        | Andreas Michl       | Altach                   |          |
| A        | Bajram Nebihi       | Zob Ahan                 |          |
| C        | Andreas Niederquell | Wacker Burghausen II     |          |
| D        | Daniel Pirker       | Wacker Burghausen U19    |          |
| D        | Martin Schmidt      | TSV Crailsheim           |          |
| C        | Oliver Stadlbauer   | LASK                     |          |
| C        | Sascha Traut        | Kickers Stoccarda        |          |
| D        | Patrick Wolf        | Norimberga II            |          |

| Cessioni | Cessioni              | Cessioni               | Cessioni |
| R.       | Nome                  | a                      | Modalità |
| -------- | --------------------- | ---------------------- | -------- |
| D        | Thomas Mayer          | Reutlingen             |          |
| C        | Christoph Böcher      | Waldhof Mannheim       |          |
| D        | Christoph Buchner     | Kaiserslautern         |          |
| A        | Marco Calamita        | Eintracht Braunschweig |          |
| A        | Florian Galuschka     | Schweinfurt 05         |          |
| P        | Benjamin Gommert      | Zwickau                |          |
| D        | Dominik Kupfer        | TSV Großbardorf        |          |
| C        | Sebastian Mitterhuber | Unterhaching           |          |
| C        | Martin Oslislo        | 1. FC Bad Kötzting     |          |
| C        | Levente Schultz       | Zalaegerszeg           |          |
| C        | David Solga           | Dinamo Dresda          |          |
| D        | Sebastian Wolf        | Stoccarda II           |          |

### Sessione invernale
| Acquisti | Acquisti         | Acquisti           | Acquisti |
| R.       | Nome             | da                 | Modalità |
| -------- | ---------------- | ------------------ | -------- |
| D        | Patrick Kirsch   | Sandhausen         |          |
| D        | Sergej Jakirović | Austria Kärnten II |          |

| Cessioni | Cessioni           | Cessioni    | Cessioni |
| R.       | Nome               | a           | Modalità |
| -------- | ------------------ | ----------- | -------- |
| A        | Alessandro Belleri | Oberneuland |          |
| D        | Daniel Pirker      | Grödig      |          |

## Risultati

### 3. Liga

#### Girone di andata
| Arbitro: | Wagner |

|                                 |           |                           |
| Holzer 42’, 75’, 90’ Cappek 82’ | Marcatori | 66’, 74’ Tyrała 69’ Hille |

| Arbitro: | Gagelmann |

|  |           |            |
|  | Marcatori | 27’ Cappek |

| Ratisbona 8 agosto 2009, ore 14:00 CEST 3ª giornata | Jahn Ratisbona | 0 – 0 referto | Wacker Burghausen | Jahnstadion (5 823 spett.)\| Arbitro: \| Dingert \| |
| Arbitro:                                            | Dingert        |               |                   |                                                     |

| Arbitro: | Kempter |

|  |           |                          |
|  | Marcatori | 82’ Calamita 85’ Kruppke |

| Arbitro: | Thomsen |

|                                        |           |                                            |
| Ayık 12’ Oehrl 14’ (rig.) Testroet 66’ | Marcatori | 5’, 58’ Cappek 29’ Hertl 50’ (rig.) Kresin |

| Arbitro: | Petersen |

|            |           |  |
| Cappek 30’ | Marcatori |  |

| Arbitro: | Steinberg |

|                                                                            |           |  |
| Metzelder 7’ Hartmann 14’ Leitl 45’ (rig.) Wenczel 55’ Karl 72’ Gerber 85’ | Marcatori |  |

| Arbitro: | Zwayer |

|                        |           |  |
| Ali 21’, 28’ Grübl 54’ | Marcatori |  |

| Jena 12 settembre 2009, ore 14:15 CEST 9ª giornata | Carl Zeiss Jena | 0 – 0 referto | Wacker Burghausen | Ernst-Abbe-Sportfeld (6 948 spett.)\| Arbitro: \| Sönder \| |
| Arbitro:                                           | Sönder          |               |                   |                                                             |

| Arbitro: | Benedum |

|                      |           |  |
| Burkhard 18’ Ali 86’ | Marcatori |  |

| Arbitro: | Steinhaus-Webb |

|                                                                                |           |         |
| Spann 5’ Klarer 8’ Schmidt 65’ (aut.) Bagceci 75’ Heidenfelder 77’ Jarosch 86’ | Marcatori | 21’ Ali |

| Arbitro: | Gorniak |

|          |           |  |
| Wolf 70’ | Marcatori |  |

| Arbitro: | Christ |

|          |           |  |
| Funk 44’ | Marcatori |  |

| Arbitro: | Kampka |

|                  |           |  |
| Kurz 47’ Ali 79’ | Marcatori |  |

| Sandhausen 31 ottobre 2009, ore 14:00 CET 15ª giornata | Sandhausen | 0 – 0 referto | Wacker Burghausen | Hardtwaldstadion (3 900 spett.)\| Arbitro: \| Dittrich \| |
| Arbitro:                                               | Dittrich   |               |                   |                                                           |

| Arbitro: | Glasmacher |

|                            |           |           |
| Grübl 3’ Kresin 30’ (rig.) | Marcatori | 9’ Yılmaz |

| Arbitro: | Metzen |

|                                  |           |  |
| Braham 20’ Glasner 28’ Ramaj 90’ | Marcatori |  |

| Arbitro: | Schößling |

|                |           |                                       |
| Kokocinski 72’ | Marcatori | 23’ (rig.), 84’ Rockenbach 53’ Möckel |

| Arbitro: | Unger |

|                         |           |           |
| Benčík 30’ Kotuljac 40’ | Marcatori | 10’ Gorka |

#### Girone di ritorno
| Arbitro: | Aarnink |

|                      |           |  |
| Ginczek 6’, 39’, 52’ | Marcatori |  |

| Arbitro: | Steinberg |

|  |           |                                                 |
|  | Marcatori | 62’ (rig.) Cannizzaro 89’ Guščinas 90’ Schüßler |

| Arbitro: | Kempter |

|          |           |            |
| Kurz 14’ | Marcatori | 45’ Hörnig |

| Arbitro: | Dankert |

|             |           |  |
| Kruppke 54’ | Marcatori |  |

| Arbitro: | Seiwert |

|            |           |         |
| Holzer 35’ | Marcatori | 78’ Thy |

| Arbitro: | Nowak |

|                              |           |  |
| Kopilaš 7’ Mesic 18’ Ulm 89’ | Marcatori |  |

| Arbitro: | Unger |

|                                             |           |                      |
| Burkhard 30’ Gorka 39’ Grübl 83’ Cappek 90’ | Marcatori | 14’ Leitl 84’ Gerber |

| Arbitro: | Petersen |

|               |           |             |
| Rathgeber 51’ | Marcatori | 42’ Schmidt |

| Arbitro: | Benedum |

|                     |           |                                       |
| Cappek 21’ Wolf 81’ | Marcatori | 2’ Hähnge 80’ (aut.) Wolf 84’ Smeekes |

| Arbitro: | Kunzmann |

|                   |           |  |
| Savran 75’ (rig.) | Marcatori |  |

| Arbitro: | Schößling |

|              |           |                                        |
| Burkhard 51’ | Marcatori | 30’ Bagceci 32’ Heidenfelder 63’ Spann |

| Arbitro: | Osmers |

|              |           |               |
| Dressler 87’ | Marcatori | 15’, 32’ Kurz |

| Arbitro: | Welz |

|                               |           |  |
| Cappek 19’ Gorka 48’ Kurz 73’ | Marcatori |  |

| Arbitro: | Metzen |

|                                      |           |                     |
| Bohl 23’, 50’ Stroh-Engel 70’ (rig.) | Marcatori | 59’ (aut.) Boskovic |

| Arbitro: | Blos |

|                                                 |           |                      |
| Cappek 3’ Schmidt 44’, 76’ Holzer 69’ Hertl 90’ | Marcatori | 26’ Dorn 45’ Mintzel |

| Arbitro: | Steinberg |

|                            |           |  |
| Knasmüllner 39’ Yılmaz 74’ | Marcatori |  |

| Arbitro: | Gorniak |

|  |           |                                   |
|  | Marcatori | 16’ Klingbeil 36’ (rig.) Agyemang |

| Arbitro: | Siebert |

|           |           |         |
| Malura 8’ | Marcatori | 24’ Ali |

| Arbitro: | Fritz |

|  |           |              |
|  | Marcatori | 17’ Kotuljac |

### Coppa di Germania
| Arbitro: | Fritz |

|                                       |                      |                                              |
| Ali 113’                              | Marcatori            | 105’ Döring                                  |
| Belleri Traut Burkhard Kresin Riemann | Tiri di rigore 4 – 5 | Mikolajczak Bröker Busch Omodiagbe Reichwein |

## Statistiche

### Statistiche di squadra
| Competizione      | Punti | In casa | In casa | In casa | In casa | In casa | In casa | In trasferta | In trasferta | In trasferta | In trasferta | In trasferta | In trasferta | Totale | Totale | Totale | Totale | Totale | Totale | DR  |
| Competizione      | Punti | G       | V       | N       | P       | Gf      | Gs      | G            | V            | N            | P            | Gf           | Gs           | G      | V      | N      | P      | Gf     | Gs     | DR  |
| ----------------- | ----- | ------- | ------- | ------- | ------- | ------- | ------- | ------------ | ------------ | ------------ | ------------ | ------------ | ------------ | ------ | ------ | ------ | ------ | ------ | ------ | --- |
| 3. Liga           | 46    | 19      | 10      | 2       | 7       | 33      | 27      | 19           | 3            | 5            | 11           | 12           | 37           | 38     | 13     | 7      | 18     | 45     | 64     | -19 |
| Coppa di Germania | -     | 1       | 0       | 1       | 0       | 1       | 1       | 0            | 0            | 0            | 0            | 0            | 0            | 1      | 0      | 1      | 0      | 1      | 1      | 0   |
| Totale            | 46    | 20      | 10      | 3       | 7       | 34      | 28      | 19           | 3            | 5            | 11           | 12           | 37           | 39     | 13     | 8      | 18     | 46     | 65     | -19 |

### Andamento in campionato
| Giornata  | 1 | 2 | 3 | 4 | 5 | 6 | 7 | 8 | 9 | 10 | 11 | 12 | 13 | 14 | 15 | 16 | 17 | 18 | 19 | 20 | 21 | 22 | 23 | 24 | 25 | 26 | 27 | 28 | 29 | 30 | 31 | 32 | 33 | 34 | 35 | 36 | 37 | 38 |
| --------- | - | - | - | - | - | - | - | - | - | -- | -- | -- | -- | -- | -- | -- | -- | -- | -- | -- | -- | -- | -- | -- | -- | -- | -- | -- | -- | -- | -- | -- | -- | -- | -- | -- | -- | -- |
| Luogo     | C | T | T | C | T | C | T | C | T | C  | T  | C  | T  | C  | T  | C  | T  | C  | T  | T  | C  | C  | T  | C  | T  | C  | T  | C  | T  | C  | T  | C  | T  | C  | T  | C  | T  | C  |
| Risultato | V | V | N | P | V | V | P | V | N | V  | P  | V  | P  | V  | N  | V  | P  | P  | P  | P  | P  | N  | P  | N  | P  | V  | N  | P  | P  | P  | V  | V  | P  | V  | P  | P  | N  | P  |
| Posizione | 3 | 1 | 4 | 7 | 5 | 3 | 4 | 3 | 3 | 3  | 3  | 1  | 4  | 2  | 2  | 2  | 2  | 5  | 6  | 8  | 10 | 10 | 12 | 13 | 14 | 12 | 11 | 13 | 15 | 17 | 16 | 12 | 13 | 11 | 14 | 16 | 15 | 17 |

Legenda:

Luogo: C = Casa; T = Trasferta. Risultato: V = Vittoria; N = Pareggio; P = Sconfitta.

### Statistiche dei giocatori
| Giocatore      | 3. Liga  | 3. Liga | 3. Liga     | 3. Liga    | Coppa di Germania | Coppa di Germania | Coppa di Germania | Coppa di Germania | Totale   | Totale | Totale      | Totale     |
| Giocatore      | Presenze | Reti    | Ammonizioni | Espulsioni | Presenze          | Reti              | Ammonizioni       | Espulsioni        | Presenze | Reti   | Ammonizioni | Espulsioni |
| -------------- | -------- | ------- | ----------- | ---------- | ----------------- | ----------------- | ----------------- | ----------------- | -------- | ------ | ----------- | ---------- |
| F. Ali         | 32       | 6       | 4           | 0          | 1                 | 1                 | 0                 | 0                 | 33       | 7      | 4           | 0          |
| A. Belleri     | 7        | 0       | 0           | 0          | 1                 | 0                 | 0                 | 0                 | 8        | 0      | 0           | 0          |
| C. Brucia      | 18       | 0       | 2           | 1          | 1                 | 0                 | 0                 | 0                 | 19       | 0      | 2           | 1          |
| C. Burkhard    | 36       | 3       | 5           | 0          | 1                 | 0                 | 1                 | 0                 | 37       | 3      | 6           | 0          |
| C. Cappek      | 35       | 9       | 8           | 0          | 1                 | 0                 | 0                 | 0                 | 36       | 9      | 8           | 0          |
| B. Gorka       | 31       | 3       | 1           | 1          | 1                 | 0                 | 0                 | 0                 | 32       | 3      | 1           | 1          |
| M. Grübl       | 25       | 3       | 11          | 0          | 0                 | 0                 | 0                 | 0                 | 25       | 3      | 11          | 0          |
| T. Hamberger   | 0        | 0       | 0           | 0          | 0                 | 0                 | 0                 | 0                 | 0        | 0      | 0           | 0          |
| B. Hertl       | 35       | 2       | 10          | 0          | 1                 | 0                 | 0                 | 0                 | 36       | 2      | 10          | 0          |
| M. Holz        | 20       | 0       | 5           | 0          | 0                 | 0                 | 0                 | 0                 | 20       | 0      | 5           | 0          |
| C. Holzer      | 29       | 5       | 3           | 0          | 1                 | 0                 | 0                 | 0                 | 30       | 5      | 3           | 0          |
| S. Jakirović   | 0        | 0       | 0           | 0          | 0                 | 0                 | 0                 | 0                 | 0        | 0      | 0           | 0          |
| P. Kirsch      | 18       | 0       | 3           | 0          | 0                 | 0                 | 0                 | 0                 | 18       | 0      | 3           | 0          |
| M. Kokocinski  | 32       | 1       | 6           | 0          | 1                 | 0                 | 0                 | 0                 | 33       | 1      | 6           | 0          |
| S. Kresin      | 33       | 2       | 11          | 0          | 1                 | 0                 | 1                 | 0                 | 34       | 2      | 12          | 0          |
| T. Kurz        | 22       | 5       | 3           | 0          | 0                 | 0                 | 0                 | 0                 | 22       | 5      | 3           | 0          |
| T. Leberfinger | 3        | 0       | 1           | 0          | 0                 | 0                 | 0                 | 0                 | 3        | 0      | 1           | 0          |
| A. Michl       | 13       | 0       | 1           | 0          | 0                 | 0                 | 0                 | 0                 | 13       | 0      | 1           | 0          |
| B. Nebihi      | 16       | 0       | 3           | 0          | 1                 | 0                 | 0                 | 0                 | 17       | 0      | 3           | 0          |
| A. Niederquell | 17       | 0       | 1           | 0          | 1                 | 0                 | 0                 | 0                 | 18       | 0      | 1           | 0          |
| M. Riemann     | 25       | 0       | 5           | 0          | 1                 | 0                 | 0                 | 0                 | 26       | 0      | 5           | 0          |
| M. Schmidt     | 7        | 0       | 1           | 0          | 0                 | 0                 | 0                 | 0                 | 7        | 0      | 1           | 0          |
| R. Schmidt     | 12       | 3       | 3           | 1          | 0                 | 0                 | 0                 | 0                 | 12       | 3      | 3           | 1          |
| O. Stadlbauer  | 0        | 0       | 0           | 0          | 0                 | 0                 | 0                 | 0                 | 0        | 0      | 0           | 0          |
| S. Traut       | 30       | 0       | 3           | 0          | 1                 | 0                 | 0                 | 0                 | 31       | 0      | 3           | 0          |
| E. Weber       | 0        | 0       | 0           | 0          | 0                 | 0                 | 0                 | 0                 | 0        | 0      | 0           | 0          |
| P. Wolf        | 33       | 2       | 5           | 0          | 0                 | 0                 | 0                 | 0                 | 33       | 2      | 5           | 0          |